# Kalimanis
Kalimanis is een bestuurslaag in het regentschap Blitar van de provincie Oost-Java, Indonesië. Kalimanis telt 2667 inwoners (volkstelling 2010).